# Alois II de Liechtenstein
Alois II. (1796 - 1858) fou des de 1836 l'onzè príncep de Liechtenstein i el setè sobirà d'aquest estat. També va tenir els títols de duc d'Opava, duc de Jägerndorf i comte de Rietberg.

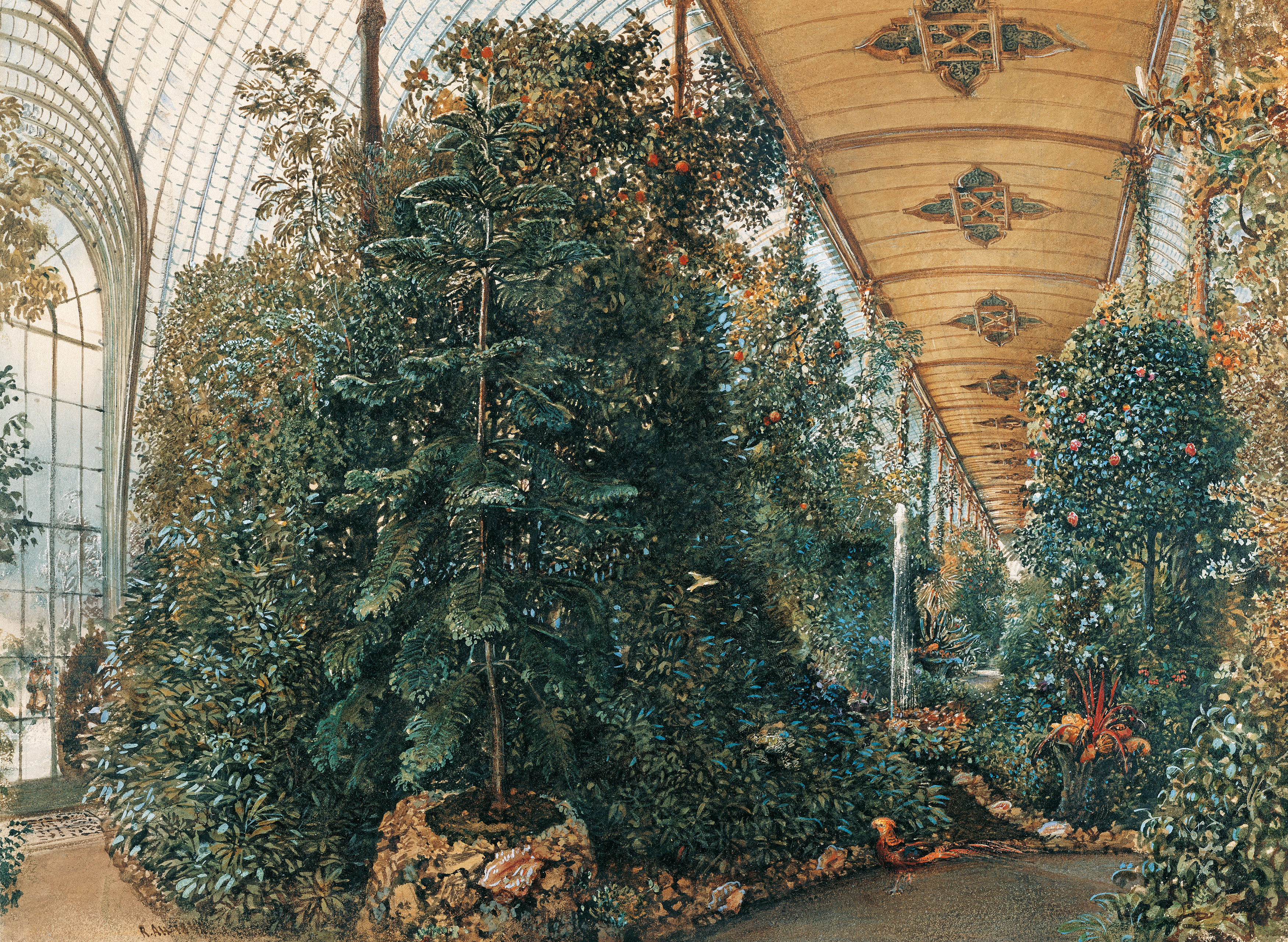
interior de l'hivernacle de Lednice

## Vida
Batejat amb el nom Alois Josef Maria Johannes Baptista va néixer el 26 de maig de 1796 al castell Eisgrub (avui anomenat castell Lednice) essent fill del príncep Johann I Josef (1760–1836) i de Josepa de Fürstenberg-Weitra (1776–1848). Quan tenia nou anys va morir el seu avi i això va fer que el seu pare esdevingués príncep regent i ell un futur successor.
Entre els seus professors estava el filòsof Friedrich Schlegel. Com a part de la seva educació, el 1818, va viatjar a Itàlia, Suïssa, Anglaterra i Escòcia. En aquests llocs va visitar museus, galeries d'art i esglésies.

## Sobirà

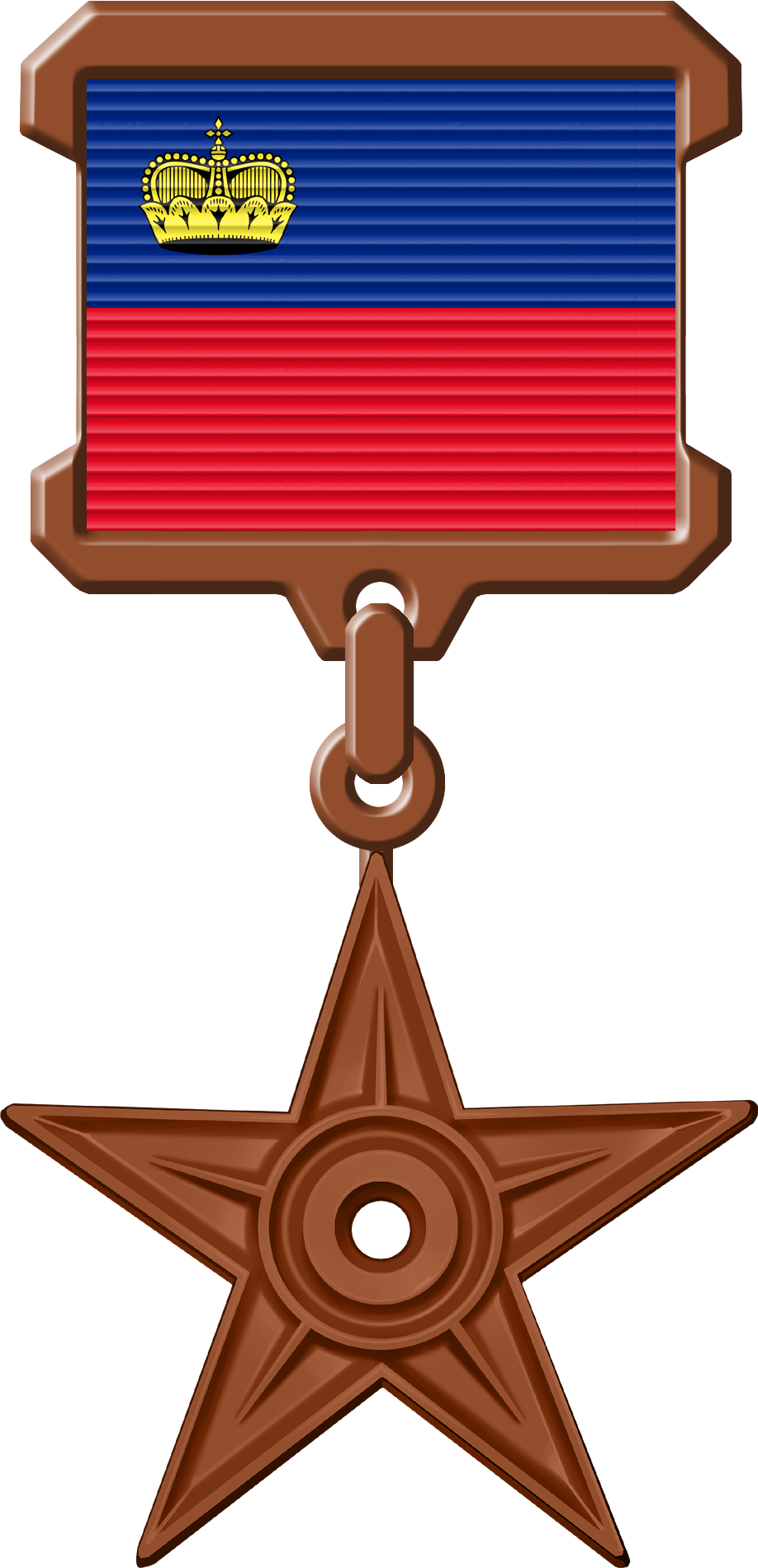
guardó al mèrit militar

Influenciat per les seves experiències amb el sistema polític d'Anglaterra va tendir cap a una aristocràcia liberal dins d'una societat conservadora.
Després de rebre el títol el 20 d'abril de 1836, va decidir invertir diners en la restauració de la casa senyorial(Majorpalatz)(1836-47) a Viena que havia heretat dels seus avantpassats. També va fer restaurar la capella familiar que tenien a la catedral de sant Esteve, va fer construir un gran hivernacle als jardins del caastell de Lednice i una església a Adamov (Txèquia) obra de l'arquitecte Josef Hiesera. Una altra part dels diners els va invertir en la compra de pintures, continuant així la col·lecció familiar. El 1837 el Príncep Alois II va viatjar a Anglaterra com a convidat als actes que commemoraven la coronació de la reina Victòria.
El 1842 va viatjar per primera vegada a Liechtenstein, el país del qual era sobirà. L'1 d'agost d'aquell any va fer publicar al castell de Vaduz, un nou projecte de la Cambra, en què la llei de primogenitura es revisava d'acord amb la Pragmàtica Sanció de 1713. El 1847, una altra visita a Liechtenstein. El 1852 va signar un tractat de cooperació duanera amb Àustria i un altre acord de cooperació amb el Cantó de Sankt Gallen (Suïssa). El 1849 el príncep va adoptar una nova constitució, encara que provisional, que recollia les demandes dels residents al principat. Aquesta constitució reflectia les idees revolucionàries del moment.
Príncep Alois II va ser nomenat el 1836 cavaller núm. 931 de l'Orde del Toisó d'Or.
El 1847 va fundar a Liechtenstein el . Guardó al Mèrit Militar.

## Matrimoni i descendència
Ell 8 d'agost de 1831 es va casar amb la comtessa Franziska Kinsky von Wchinitz und Tettau (1813–1881). Els seus fills van ser:
- Maria (1834–1909), casada amb el comte Ferdinand von und zu Trautmansdorff[3]
- Carolina (1836–1885), casada amb el príncep Alexander von Schönburg-Hartenstein[4]
- Sofia (1837–1899), casada amb el príncep Karl Heinrich zu Löwenstein-Wertheim-Rosenberg[5]
- Aloysia (1838–1920), casada amb el comte Heinrich von Fünfkirchen
- Ida (1839–1921), casada amb el príncep Adolph Joseph Schwarzenberg (Adelsgeschlecht)[6]
- Johannes Maria Franz Placidus
- Franziska (1841–1858)
- Henriette (1843–1931), casada amb el príncep Alfred de Liechtenstein
- Anna Maria Francesca(1846–1924), casada amb el príncep Georg Christian von Lobkowitz (1835–1908)[7] and had issue
- Teresa (1850–1938), casada amb el príncep Arnulf de Bayern[8]
- Franz de Paula Maria Karl Augustcasat amb Elsa von Gutmann

## Mort i successió

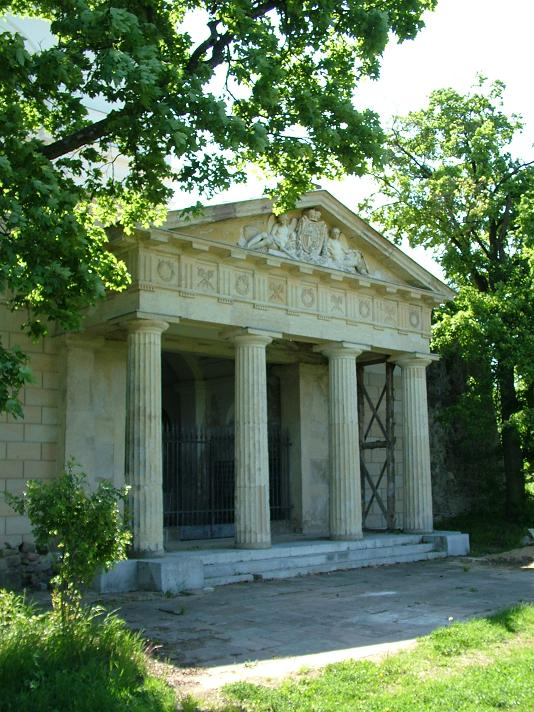
Cripta nova de la família Liechtenstein a Vranau U Brna

Va morir el 12 de novembre del 1858 i va ser sepultat a la nova cripta de ll família Liechtenstein a Wranau (Moràvia). Li va succeir el seu fill Johannes.